# ならず者 (アルバム)
『ならず者』（Desperado）は、イーグルスが1973年に発表したセカンド・アルバム。

## 概要
西部開拓時代のならず者をテーマにしたコンセプト・アルバム。アルバム全体を通して、イーグルス扮するドゥーリン＝ドルトン・ギャングの盛衰が描かれる。
グレン・フライとドン・ヘンリーのソング・ライティングチームがこの作品から誕生。「テキーラ・サンライズ」「ならず者」等グループのスタンダードとなる曲を生み出し、今作以降のグループの主導権を握るようになる。
タイトル曲「ならず者」はシングルカットはされなかったが（このアルバムからは「テキーラ・サンライズ」と「アウトロー・マン」がシングルカットされた）、リンダ・ロンシュタットやカーペンターズ（カーペンターズの邦題は「愛は虹の色」）等にカバーされた。

## 収録曲

### Side 1
1. ドゥーリン・ドルトン - "Doolin-Dalton" - 3:26
2. 21才 - "Twenty-One" - 2:11
3. アウト・オブ・コントロール - "Out of Control" - 3:04
4. テキーラ・サンライズ - "Tequila Sunrise" - 2:52
5. ならず者 - "Desperado" - 3:36

### Side 2
1. その種の愚か者 - "Certain Kind of Fool" - 3:02
2. ドゥーリン・ドルトン（インストゥルメンタル） - "Doolin-Dalton" (Instrumental) - 0:48
3. アウトロー・マン - "Outlaw Man" - 3:34
4. サタデイ・ナイト - "Saturday Night" - 3:20
5. ビター・クリーク - "Bitter Creek" - 5:00
6. ドゥーリン・ドルトン／ならず者（リプライズ） - "Doolin-Dalton/Desperado (Reprise)" - 4:50

## パーソネル
- グレン・フライ (Glenn Frey) – ボーカル、ギター、キーボード、ハーモニカ
- ドン・ヘンリー (Don Henley) – ボーカル、ドラム、アコースティック・ギター
- バーニー・レドン (Bernie Leadon) – ボーカル、ギター、バンジョー、マンドリン、ドブロ・ギター
- ランディ・マイズナー (Randy Meisner) – ボーカル、ベース